# Alexanderträdgården

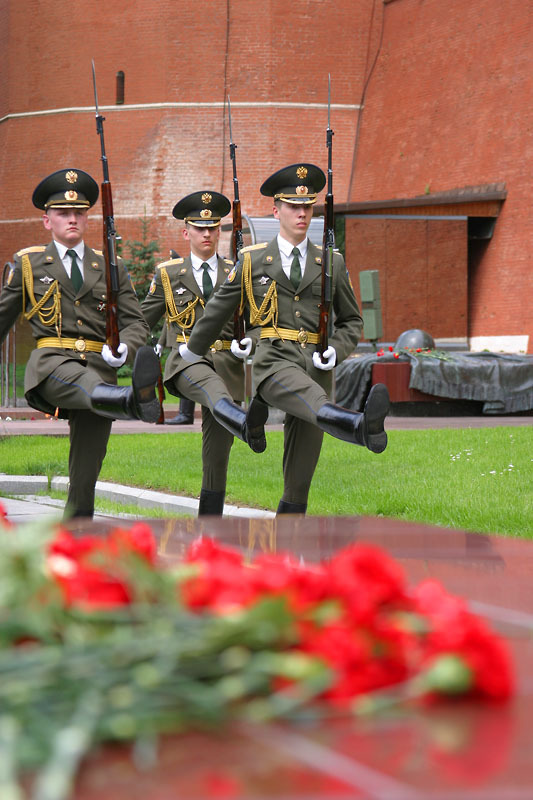
Marscherande soldater i parken

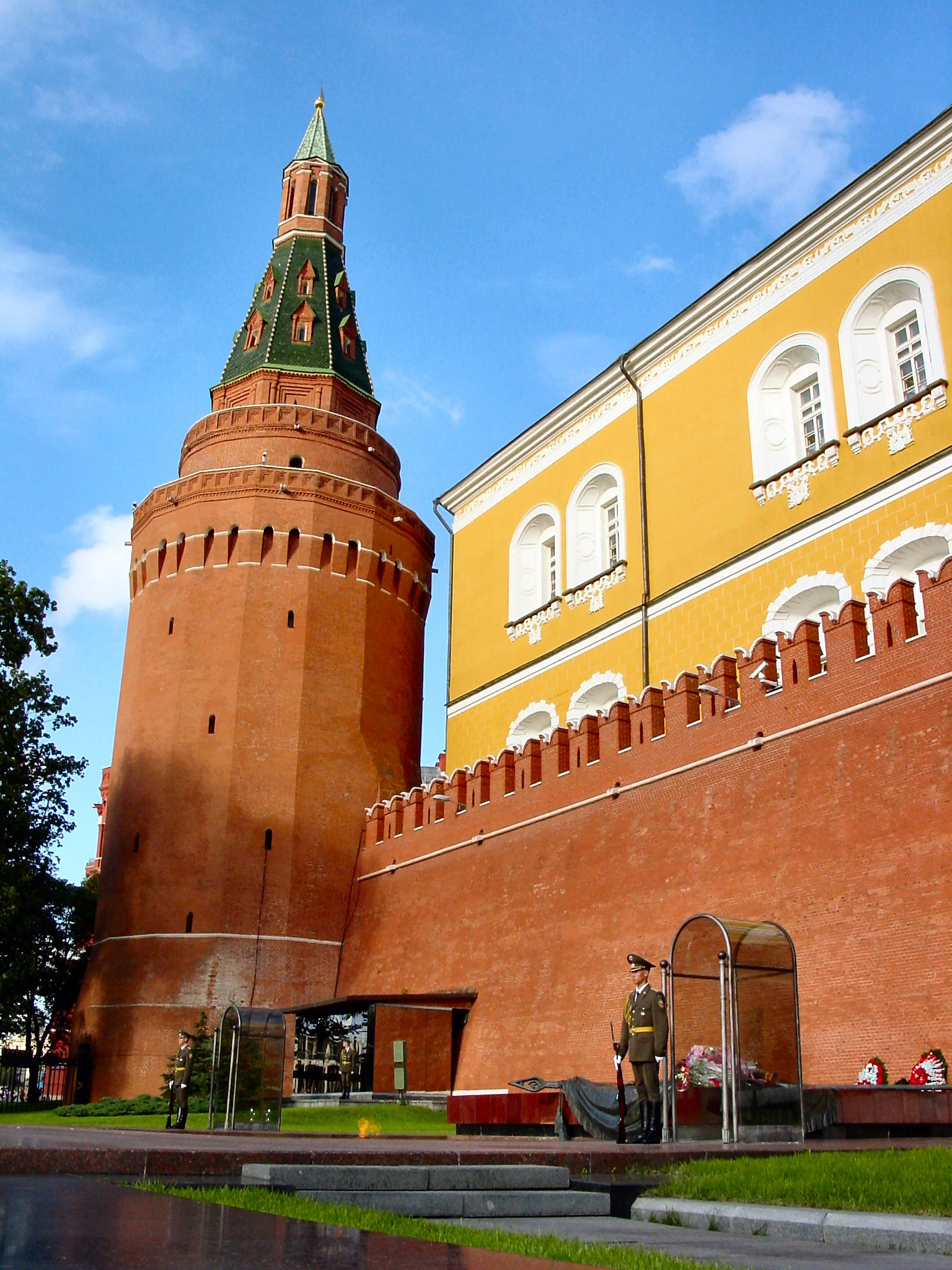
Den okände soldatens grav

Alexanderträdgården (ryska: Александровский сад, Aleksandrovskij sad) är en park i Moskva. Den är känd för att vara en av de första allmänna parkerna i staden. Den sträcker sig längs hela den västra delen av Kremlmuren. Kutafjatornet, som är en del av Kremlmuren, är beläget i Alexanderträdgården. Vid huvudingången finns Den okände soldatens grav. I den finns en evig eld. Hedersvakt står utanför. 